# Eupithecia luteonigra
Eupithecia luteonigra är en fjärilsart som beskrevs av W. Warren 1907. Eupithecia luteonigra ingår i släktet Eupithecia och familjen mätare. Inga underarter finns listade i Catalogue of Life.